# Grandeurs caractéristiques d'un polymère
 (mai 2014).
Si vous disposez d'ouvrages ou d'articles de référence ou si vous connaissez des sites web de qualité traitant du thème abordé ici, merci de compléter l'article en donnant les références utiles à sa vérifiabilité et en les liant à la section « Notes et références ».

## Les différentes masses molaires moyennes
La synthèse des polymères aboutit le plus souvent à une distribution de chaînes de longueurs différentes, on ne peut parler de masse molaire mais bien de masses molaires moyennes. Elles s'expriment en g·mol−1.
Soit :
{\displaystyle i} le degré de polymérisation ;
{\displaystyle M_{i}} la masse molaire des chaînes de degré de polymérisation {\displaystyle i} ;
{\displaystyle m_{i}} la masse de chaînes de degré de polymérisation {\displaystyle i} ;
{\displaystyle N_{i}}, le nombre de chaînes de masse molaire {\displaystyle M_{i}} ;
on distingue quatre masses molaires moyennes, décrites ci-dessous.

### Masse molaire moyenne en nombre
Il s'agit de la moyenne des masses molaires pondérée par le nombre de chaînes de chaque longueur. Cela correspond à la masse molaire d'une chaîne de longueur moyenne.
On l'obtient généralement par osmométrie, cryoscopie ou ébulliométrie.

### Masse molaire moyenne en masse
Il s'agit de la moyenne des masses molaires pondérée par la masse de chaînes de chaque longueur.
Ici l'indice w = "weight" (= poids en anglais). {\displaystyle {\bar {M_{w}}}} est le plus souvent obtenue par diffusion dynamique de la lumière (DLS) mais on peut également la mesurer par ultracentrifugation ou par spectrométrie de masse de type MALDI-TOF (acronyme anglais signifiant Matrix-assisted laser destortion/ionization mass spectrometry – Time of flight) ou par Diffusion de neutrons aux petits angles (DNPA). 
{\displaystyle {\bar {M_{n}}}} et {\displaystyle {\bar {M_{w}}}} peuvent également être déterminées par chromatographie d'exclusion stérique (SEC) aussi appelée chromatographie sur gel perméable (GPC).

### Masse molaire moyenne de centrifugation (ou de sédimentation)
Elle est de moins en moins utilisée. Elle n'est plus mentionnée dans les articles récents. On la déterminait auparavant par ultracentrifugation.

### Masse molaire moyenne viscosimétriqueMv¯{\displaystyle {\bar {M_{v}}}}
On notera cependant que {\displaystyle {\bar {M_{v}}}} n'est pas une valeur absolue car sa mesure dépend du solvant utilisé. Tout comme {\displaystyle {\bar {M_{z}}}}, cette grandeur n'est pas largement utilisée. Son usage peut cependant s'avérer pratique à titre de comparaisons entre plusieurs échantillons (dans le même solvant).
Considérant les définitions précédentes, il est évident que, pour la même distribution de macromolécules, la relation {\displaystyle {\bar {M_{z}}}>{\bar {M_{w}}}>{\bar {M_{n}}}} est toujours vérifiée.

## Les différents degrés moyens de polymérisation

### Degré moyen de polymérisation en nombre
Il est égal au nombre moyen de motifs monomère dans les chaînes polymères.
Si {\displaystyle M_{0}} est la masse molaire d'un motif monomère, on a également

## Dispersité
On définit également la dispersité Đ : il donne une première idée de la distribution des masses molaires des différentes macromolécules au sein du polymère. Pour un polymère parfait, où toutes les macromolécules auraient même longueur (et donc même masse molaire), Đ serait égal à 1.
On calcule la dispersité Đ de la manière suivante
Dans la littérature anglophone, la dispersité est parfois noté par la lettre Q au lieu de Đ.
La dispersité ne doit pas être confondue avec l'indice de polydispersité, qui représente la distribution de taille d'une population de particules, par exemple celle que l'on rencontre en polymérisation en émulsion.

## Méthodes de détermination graphique
Du fait des progrès constants des ordinateurs au cours des dernières décennies, la détermination des masses molaires moyennes est de plus en plus souvent effectuée directement par des logiciels intégrés à l'appareillage utilisé.
Il existe cependant des méthodes de détermination graphique de ces grandeurs. Chaque méthode graphique est bien sûr spécifique à une technique de mesure. De manière non exhaustive, on peut citer :
- diagramme de Zimm : permet de déterminer la masse molaire moyenne en poids {\displaystyle {\bar {M_{w}}}} à partir de résultats d'expériences de diffusion de la lumière ;
- détermination graphique de la masse molaire moyenne viscosimétrique {\displaystyle {\bar {M_{v}}}} par le graphique d'Huggins (Huggins Plot) ou de Kraemer (Kraemer Plot).

Aujourd'hui, ces méthodes graphiques sont souvent prétextes à des exercices universitaires.

## Remarques sur les notations
- Le degré moyen de polymérisation en nombre {\displaystyle {\bar {DP_{n}}}} est aussi noté {\displaystyle {\bar {X_{n}}}}.
- Le degré moyen de polymérisation en poids {\displaystyle {\bar {DP_{w}}}} est aussi noté {\displaystyle {\bar {X_{w}}}}.
- Dans certains documents francophones, la masse molaire moyenne en poids {\displaystyle {\bar {M_{w}}}} est parfois notée {\displaystyle {\bar {M_{p}}}}.
- Dans la littérature anglophone, l'indice de polymolécularité est parfois noté par la lettre Q ou l'acronyme PDI (pour PolyDispersity Index) au lieu de I.
- En ce qui concerne les noms des techniques de mesure de ces grandeurs caractéristiques, on emploie de manière générale plus facilement les termes anglais que leur traduction française. On parle par exemple de Small Angle Neutron Scattering plutôt que de diffusion de neutrons aux petits angles.